# 1785

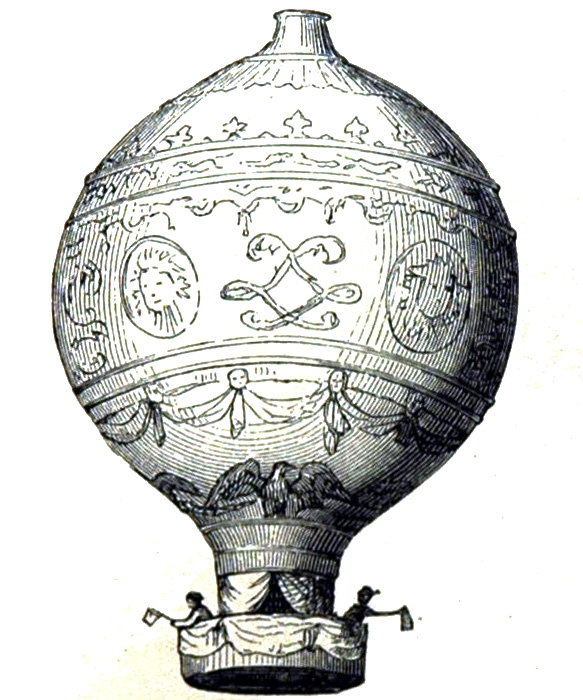
Montgolfiers heteluchtballon

Het jaar 1785 is het 85e jaar in de 18e eeuw volgens de christelijke jaartelling.

## Gebeurtenissen
januari
- 1 - Het eerste exemplaar van The Daily Universal Register (de latere The Times) wordt gepubliceerd.
- 7 - De Fransman Jean-Pierre Blanchard en de Amerikaan John Jeffries steken in een luchtballon Het Kanaal over. Ze nemen een brief mee van William Franklin in Londen voor zijn zoon Temple in Parijs: de eerste luchtpost.
- 25 - In Bolsward hebben de Patriotten met goedkeuring van de vroedschap een vrijwillige schutterij opgericht.

februari
- 21 - Oprichting van de Loge De Vergenoeging in Willemstad (Curaçao).

maart
- 11 - De Utrechtse bevolking komt massaal naar het stadhuis onder leiding van Quint Ondaatje. Die houdt binnen een felle toespraak en dreigt met het volk buiten. Hij eist het aftreden van de pas benoemde Jonathan Sichterman en krijgt toezeggingen op voorwaarde dat hij het volk rustig zal krijgen. Vanaf het bordes deelt Ondaatje de overwinning mee en vraagt het volk weer naar huis te gaan. Maar als het gevaar geweken is, volgt een samenscholingsverbod en wordt Ondaatje aangeklaagd wegens ordeverstoring.

mei
- 23 - Benjamin Franklin vertelt in een brief, dat hij de bifocale bril heeft bedacht.

juni
- 14 - De patriotten sluiten na een tweetal eerdere bijeenkomsten de Akte van Verbintenis, een overeenkomst tussen diverse exercitiegenootschappen om wederzijdse hulp en bijstand.
- 15 - De Franse ballonvaarder Pilâtre de Rosier stijgt op voor een poging het Kanaal over te steken, maar stort al voor het bereiken van de Franse kust ter aarde. Met hem komt ook zijn copiloot om bij dit eerste vliegongeluk in de geschiedenis.
- 23 - Het Leidse exercitiegenootschap wordt verboden te exerceren. De drilmeester krijgt een boete van 25 gulden.

juli
- 7 - Het Continental Congres stelt de dollar in als Amerikaanse munteenheid.
- 12 - De eerste ballonvaart boven Nederland vindt plaats, uitgevoerd door Jean Pierre Blanchard en zijn passagier, de Engelse luitenant Honinckton. De ballonreis voert van Paleis Noordeinde naar Zevenhuizen.
- 25 - Algerijnse zeerovers maken de Amerikaanse schepen Marije en Dauphin buit en eisen losgeld voor de bemanningen.

augustus
- 1 - De Franse marineofficier La Pérouse vertrekt in opdracht van koning Lodewijk XVI vanuit Brest met de schepen "Astrolabe" en "Boussole" om de Grote Oceaan in kaart te brengen. In zijn gezelschap bevinden zich wetenschappers van verschillende instituten.
- 16 - Namens de stadhouder bezet Willem Cornelis van der Hoop de stad Amersfoort.

september
- Begin september - De orangistische rellen in Den Haag worden niet onderdrukt door het garnizoen van de stad. De Staten van Holland ontnemen stadhouder Willem V het bevel over het garnizoen van Den Haag.
- 15 - De stadhouderlijke familie verlaat Den Haag, trekt naar Friesland.
- 20 - Onder Franse bemiddeling bereiken gezanten van de Oostenrijkse keizer en van de Republiek een akkoord op hoofdlijnen.

oktober
- 4 - Pieter Vreede, Wybo Fijnje, Rutger Jan Schimmelpenninck, Cornelis van Foreest en Jacobus Blaauw als afgevaardigde van Gouda zijn de opstellers van het Leids Ontwerp.
- 7 - Het stadhouderlijk hof vestigt zich op het Valkhof in Nijmegen.
- 18 - Generaal Dumoulin krijgt van de Raad van State opdracht om op Zuid-Beveland een geschikte plaats voor een fort te zoeken, ter vervanging van de forten Lillo en Liefkenshoek. Hij kiest voor een stuk grond in de Reigersbergsche polder.
- 22 - De familie Thurn und Taxis verwerft uit de erfenis van de graven van Waldburg de heerlijkheden Friedberg en Scheer, waaraan de hoedanigheid van Rijksvorst is verbonden.

november
- 3 - De zestienjarige Napoleon Bonaparte arriveert in Valence  en wordt ingedeeld als tweede-luitenant bij het Franse 1e artillerieregiment ("de La Fère").
- 8 - Het Verdrag van Fontainebleau (1785) wordt ondertekend uitbundig gevierd in de Garnalendoelen. Het resultaat: de Schelde blijft gesloten.

zonder datum
- De Hongaarse kroon wordt overgebracht naar Wenen, een demonstratie die veel kwaad bloed zet. Dit wordt gezien als een teken dat Hongarije slechts een deel is van de Oostenrijkse Erflanden.
- De Engelse dominee Edmund Cartwright vindt de mechanische weefstoel uit.

## Muziek
- Domenico Cimarosa componeert Il marito disperato.
- Franz Danzi componeert zijn Symfonie concertante in Es gr.t. voor blazers.
- Joseph Haydn componeert zijn Symfonieën nr. 83 (La Poule) en 87.

## Beeldende kunst

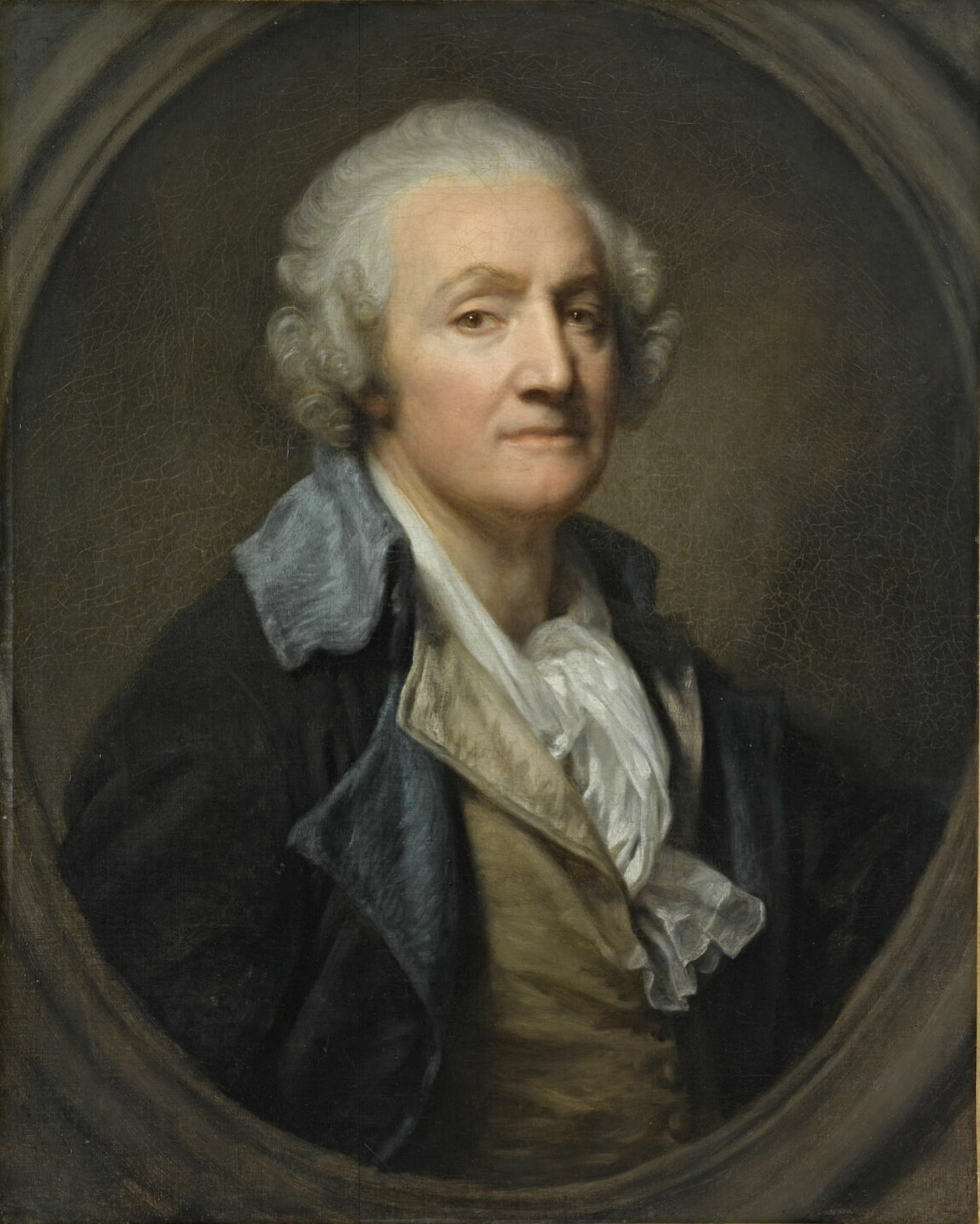
Zelfportret Jean-Baptiste Greuze (1785), Louvre

## Bouwkunst

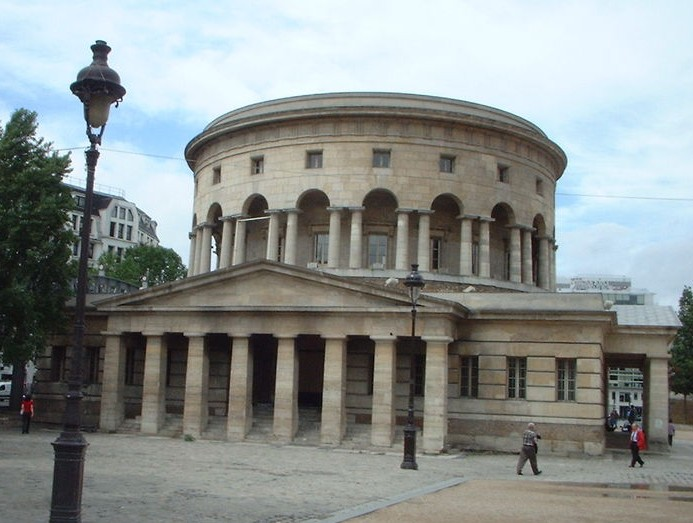
Rotonde de la Villette, Parijs (1785) Claude-Nicolas Ledoux
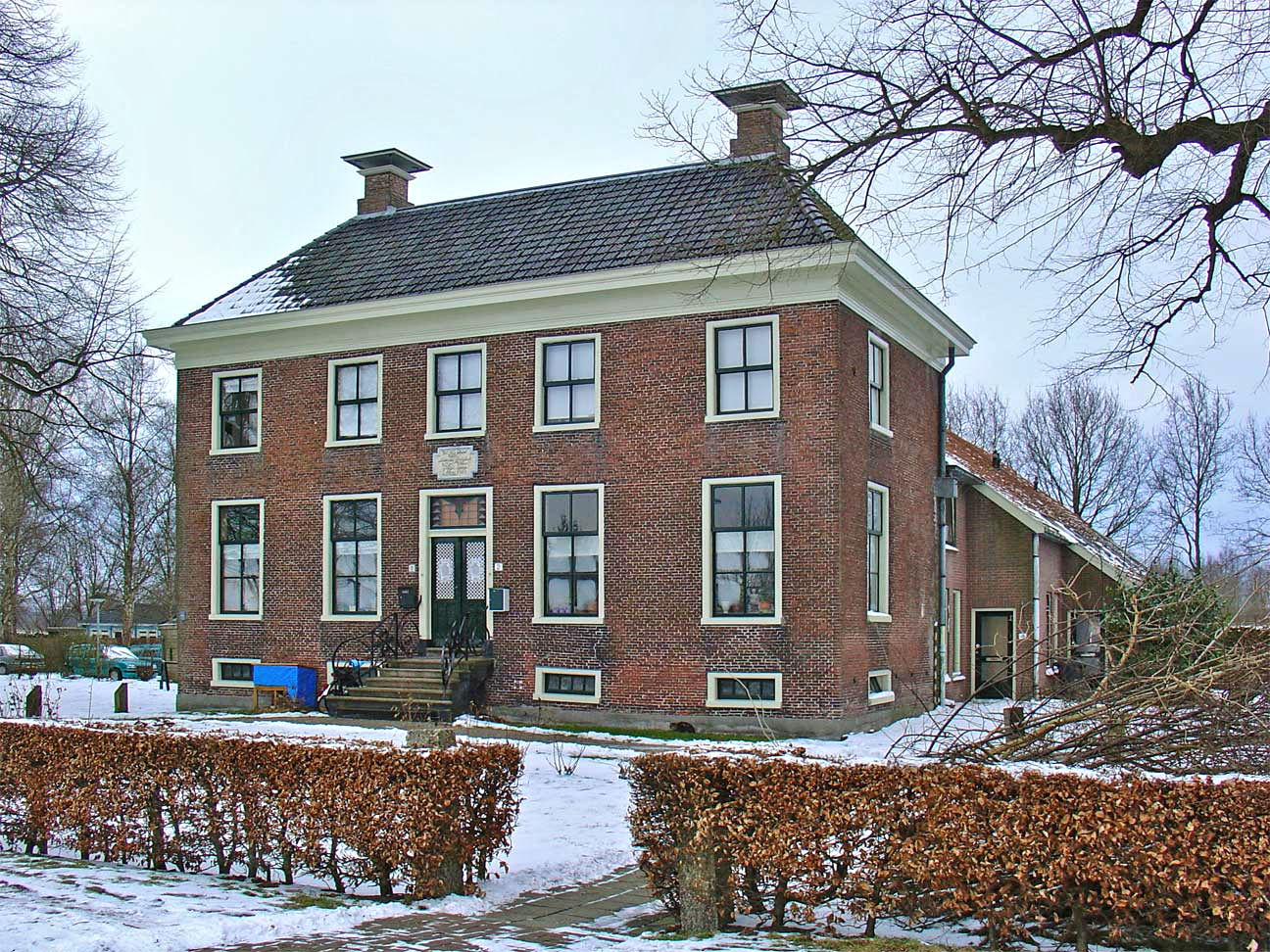
Grevijlinkhuis Annerveenschekanaal (1785)
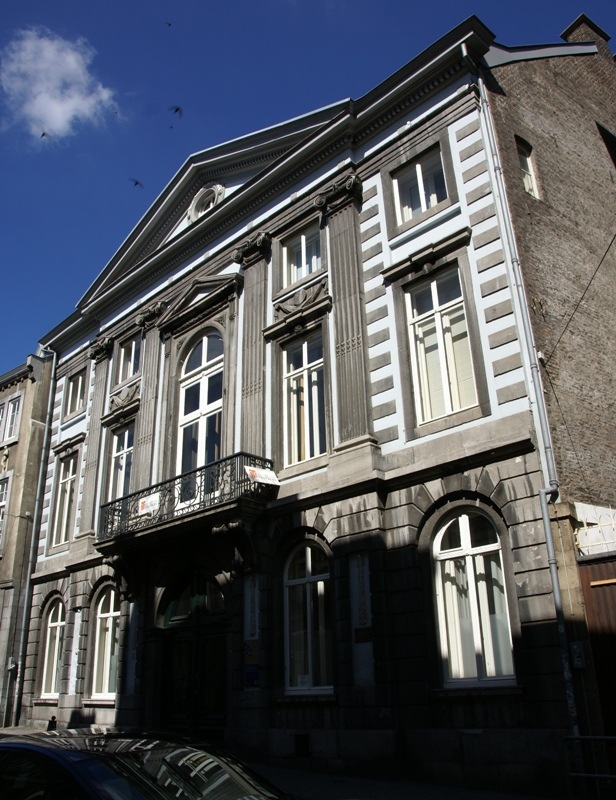
Herenhuis, Maastricht (1785) Mathias Soiron

## Geboren
januari
- 3 - Carl Adolph Agardh, Zweeds botanicus en fycoloog en bisschop van Karlstad (overleden 1859)
- 4 - Jacob Grimm, Duits jurist, taal- en letterkundige en sprookjesverzamelaar (=> Gebroeders Grimm) (overleden 1863)

februari
- 6 - Elizabeth Patterson Bonaparte, eerste echtgenote van Jérôme Bonaparte (overleden 1879)

maart
- 7 - Alessandro Manzoni, Italiaans schrijver en dichter (overleden 1873)
- 27 - Lodewijk XVII, kroonprins van Frankrijk (overleden 1795)

april
- 26 - John James Audubon, Frans-Amerikaans schrijver, natuurvorser en kunstschilder (overleden 1851);oktober
- 10 - Florestan I, vorst van Monaco (overleden 1856)

oktober
- 30 oktober - Johann Peter Cremer, Duits architect (overleden 1863)

november
- 23 - Jan Philip Roothaan, Nederlands priester; 21e generaal-overste van de Jezuïeten (overleden 1853)

december
- 25 - Etienne de Gerlache, Belgisch advocaat en politicus; in 1831 1e premier van België (overleden 1871)

datum onbekend
- Enrico Acerbi, Italiaans arts (overleden 1827)

## Overleden
januari
- 3 - Baldassare Galuppi (78), Italiaans componist

mei
- 15 - Karel Blažej Kopřiva (29), Boheems componist en organist